# Váldény
Váldény románul: Valeadeni, falu Romániában, a Bánságban, Krassó-Szörény megyében.

## Fekvése
Resicabányától északkeletre fekvő település.

## Története
Váldény nevét 1548-ban említette először oklevél Vladan néven.
1572-ben pr. Valedeamin,  1637-ben Vallia Denye, 1670-ben Valedin, 1690−1700 között Vallyedeni, 1717:-ben Vagliaden, 1808-ban Válliadény, Váleadéni, 1888-ban Valeaden, 1913-ban Váldény néven említették.
A trianoni békeszerződés előtt Krassó-Szörény vármegye Resicabányai járásához tartozott.
1910-ben 1061 lakosából 1047 román volt, melyből 1060 görög keleti ortodox volt.

## Források

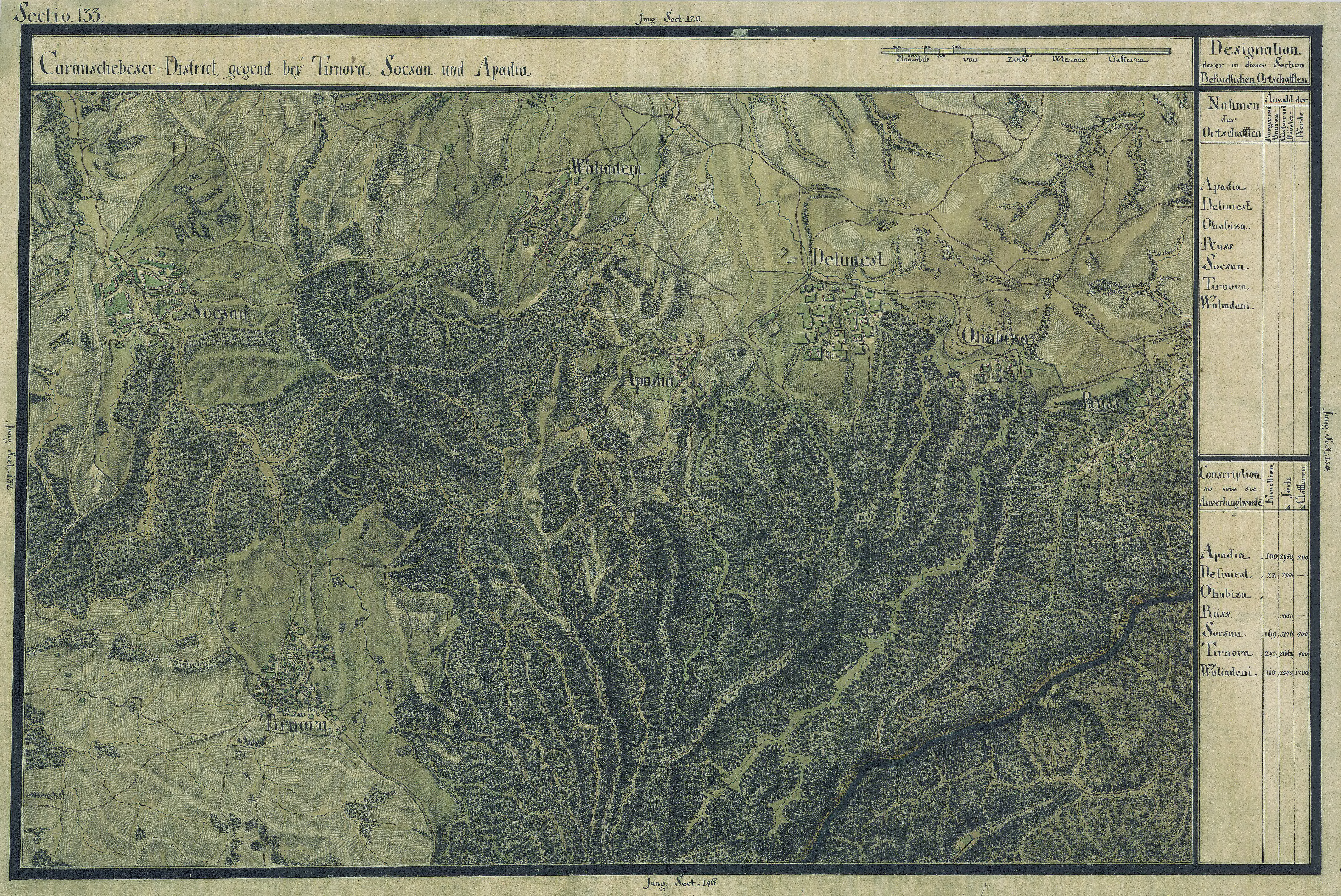
Valdény egy régi térképen